# Franz Anton von Scharpff
Franz Anton von Scharpff (* 20. Juni 1809 in Ansbach; † 5. Februar 1879 in Rottenburg am Neckar) war ein katholischer Theologe.

## Leben
Seine eigentliche Vaterstadt fand er in Ellwangen, wohin sein Vater als Beamter übersiedelte, wo er auch das Gymnasium besuchte. In Tübingen studierte er Philosophie und Theologie und wurde 1833 in Rottenburg zum Priester geweiht. Von 1834 an war er in Ellwangen und Rottweil als Gymnasiallehrer tätig und folgte 1843 einem Ruf als Professor der Kirchengeschichte nach Gießen. Nach der durch die kirchlichen Verhältnisse im Bistum Mainz herbeigeführten Auslösung der katholisch-theologischen Fakultät in Gießen entschloss sich von Scharpff zur Rückkehr in die Heimatdiözese nach Württemberg. Nachdem ein Versuch des Bischofs von Rottenburg Josef von Lipp ihn für eine Geschichtsprofessur an der Universität Tübingen zu empfehlen, gescheitert war, trat er in die Seelsorge über und wirkte als Pfarrer in Mengen seit 1852. Ab 1861 wechselte er in die Kirchengemeinde von Nendingen a. D., wurde aber 1862 zum Domkapitular in Rottenburg erwählt, wo er am 5. Februar 1879 starb.

## Werke
Seine schriftstellerische Tätigkeit eröffnete von Scharpff mit einer Studie über „Das kirchliche und literarische Wirken des  Nikolaus von Cusa“ in der Tübinger Quartalschrift 1837, welcher von da an sozusagen das wissenschaftliche Problem seines Lebens wurde, ohne dass es doch zu einer abschließenden und erschöpfenden Darstellung gekommen wäre. Es erschien „Nikolaus von Cusa, der Kardinalbischof: Das kirchliche Wirken des Nikolaus' von Cusa“, Mainz 1848; „Des Bischofs und Kardinals Nikolaus von Cusa wichtigste Schriften in deutscher Übersetzung“, Freiburg 1862; „Nikolaus von Cusa als Reformator in Kirche, Reich und Philosophie des 15. Jahrhunderts“, Tübingen 1871. Die weiteren Schriften – mit Ausnahme eines Gymnasialprogramms „Darstellung der politischen und religiösen Ansichten des Tacitus“, Rottweil 1848 – sind vornehmlich der Erörterung von kirchlich-politischen Zeitfragen gewidmet; „Der Katholizismus und die Denkgläubigen, mit Rücksicht auf zwei Schriften des Großherzoglichen Hofgerichtsrats – Der Staat und die Ultramontanen“ und „Eine andere Betrachtung der neuesten kirchlichen Ereignisse“, Tübingen 1845; „Vortiefungen über die neueste Kirchengeschichte“, 2 Hefte, Freiburg 1850 und 1852; „Die Entstehung des Kirchenstaats, geschichtlich pragmatisch dargestellt“, Freiburg 1860.
Unter dem Namen Vincentius Sincerus veröffentlichte von Scharpff nach Ausbruch des Kulturkampfes und nach Veröffentlichung der Maigesetze in Preußen „Ehrerbietige Vorstellung und Bitte an den hochwürdigsten Episkopat in Preußen. Ein Wort zur Verständigung“, München 1874. Diese Schrift, die übrigens nicht bloß an die Bischöfe, sondern auch an den Kaiser und an Fürst Bismarck adressiert war und alsbald nach ihrem Erscheinen auf den Index kam, gab Zeugnis davon, dass ihr Verfasser eher alles denn ein Politiker war, wenn er glauben konnte, dass in der ersten Glühhitze des zwischen zwei Weltmächten entbrannten Kampfes ein so naiv ausgesprochener Vermittlungsvorschlag Annahme finden würde. Sein Bekenntnis zu einer Politik der Versöhnung zwischen Staat und Kirche auf dem Standpunkt der Achtung, dem gegenseitigen Recht und Ansprüche ist wenigstens durch den späteren Ausgang des Kampfes nicht ganz abgelehnt worden. Von sonstigen literarischen Arbeiten sind noch zu nennen: „Handbuch der christlichen Religion“, Gießen 1847; „Der katholische Glaube nebst den Grundzügen einer Geschichte und Theorie der Offenbarung“, Gießen, 2. Auflage 1853. Schließlich verfasste von Scharpff nach schwerer Heimsuchung und längerer unfreiwilliger Muße als letzte Frucht seines vielseitig angeregten geistig religiösen Wirkens ein „Katholisches Gebet- und Betrachtungsbuch“, Freiburg 1876.